# Ucigașii de dame
Ucigașii de dame (titlu original: The Ladykillers) este un film britanic polițiste de comedie din 1955 regizat de Alexander Mackendrick, produs de Michael Balcon și scris de William Rose. Rolurile principale au fost interpretate de actorii Alec Guinness, Peter Sellers și Herbert Lom.
William Rose a fost nominalizat la Premiul Oscar pentru cel mai bun scenariu original și Premiul BAFTA pentru cel mai bun scenariu britanic.
Filmul a fost refăcut de Joel și Ethan Coen în 2004, sub același nume, The Ladykillers (în limba română: Cum scăpăm de Coana Mare?).

## Distribuție
- Alec Guinness - Professor Marcus
- Cecil Parker - Major Claude Courtney
- Herbert Lom - Louis Harvey
- Peter Sellers - Harry Robinson
- Danny Green - 'One-Round' Lawson
- Jack Warner - the Superintendent
- Katie Johnson - Mrs Louisa Wilberforce
- Philip Stainton - Station Sergeant
- Frankie Howerd - the barrow boy

Harry Robinson a fost primul rol major de film pentru Peter Sellers; avea să apară mai târziu alături de Lom în cinci filme din seria Pantera Roz. Sellers și Guinness au mai apărut din nou împreună (după acest film) în Cinci detectivi la miezul nopții (Murder By Death, 1976).